# Wadgassen
Unter Wadgassen ist sowohl die saarländische Gemeinde im Landkreis Saarlouis, rund 15 Kilometer westlich von Saarbrücken, als auch der Gemeindeteil Wadgassen selbst zu verstehen. Zur besseren Unterscheidung wird im Schriftverkehr auch die Formulierung Wadgassen (Ort) genutzt, wenn es um den Gemeindeteil geht.

## Geografie
Wadgassen ist im Tal der Bist gelegen, einem linksseitigen Zufluss der Saar, am nördlichen Rand der Warndt-Region und somit im südwestlichen Teil des Saarlandes. Die nächstgelegenen Städte sind Saarlouis in ca. 7,7 km und Völklingen in 6 km Entfernung. Die Gemeinde wird von der Bist durchflossen, die bei Hostenbach in die Saar mündet. Im Gemeindebesitz ist die Rotsolig-Quelle in Wadgassen (Ort), die über den Ellbach u. a. das Wadgasser Naturfreibad mit Wasser versorgt.
Ortsteile mit Einwohnerzahl (Stand: 1. Januar 2021)
| - Differten: 3.371 - Friedrichweiler: 875 - Hostenbach: 4.691 | - Schaffhausen: 3.757 - Wadgassen (Ort): 3.822 - Werbeln: 1.232 |

## Geschichte
Wadgassen trug in der Vergangenheit eine ganze Reihe von Bezeichnungen, die sich nicht auf naheliegende Formen wie Waldgassen, Wadgaßen oder Wadgass reduzieren lassen. Einige dokumentierte Namen lauten: Villa Wuadegozzinga sowie Wadegozzinga, Vallis Goziensis, Wadegassen, (de) Wadgozen, Wadegocenges, Wadegoyzen, Wadegozinga, Wadegozhingen, Wadegozzinga, Wategozingen, Watlegozinga.

### Frühzeit
Mehrere archäologische Funde in Differten und Friedrichweiler weisen darauf hin, dass die Gegend schon in der Steinzeit bewohnt gewesen ist. Neben einem keltischen Grabhügel stieß man bei Ausgrabungen in Differten auf Siedlungshinweise aus der Römerzeit. Diese beschränken sich aber, neben wenigen Funden die auf einen kleinen Vicus hindeuten, auf nachweisbare Querverbindungsstraßen zu den Routen Divodurum – Vicus Saravus – Mogontiacum sowie Augusta Treverorum – Contiomagus – Vicus Saravus. Ein besonderer Fund war die sehr gut erhaltene Sandsteinplatte des Merkur von Differten, die beim Abriss der alten Ortskirche 1893 entdeckt wurde und den Gott Merkur mit Heroldsstab darstellt. Die gallo-römische Darstellung ist ein wichtiges Indiz für die kontinuierliche Besiedlung auch in der römischen Epoche. Eine Kopie der Platte befindet sich in der Merkurstube der Bisttalhalle in Differten.

### Königshof und Abtei
Die ersten urkundlichen Funde weisen die Gegend der heutigen Großgemeinde Wadgassen als einen fränkischen Königshof aus, der wahrscheinlich nach der Völkerwanderungszeit entstand. Im Jahre 902 ist Wadgassen, als Villa Wuadegozzinga bezeichnet, Aufenthaltsort des Karolinger-Königs Ludwig das Kind, der hier eine Urkunde ausstellte. Die ersten urkundlichen Erwähnungen der anderen Gemeindeteile erfolgen deutlich später. Die älteste Urkunde aus dem Jahr 1067 erwähnt dabei Differten. Die Orte Werbeln, Hostenbach und Schaffhausen werden erst deutlich später in den Jahren 1214, 1225 und 1325 erstmals urkundlich aufgeführt. Die Gründungsurkunde von Friedrichweiler datiert sogar erst aus dem Jahr 1725.
Der Königshof gelangt 1080 durch Schenkung König Heinrich IV. in den Besitz von Sigbert I., dem Grafen des unteren Saargaues. Sigberts Sohn, Graf Friedrich von Saarbrücken, bestimmte den Hof mit allen zugehörigen Besitzungen testamentarisch zur Gründung eines Augustiner-Chorherrenstifts. Erzbischof Albero von Trier gründete 1135 im heutigen Ort Wadgassen ein Prämonstratenserkloster, dessen erster Abt der aus der Abtei Prémontré berufene Chorherr Wolfram war.

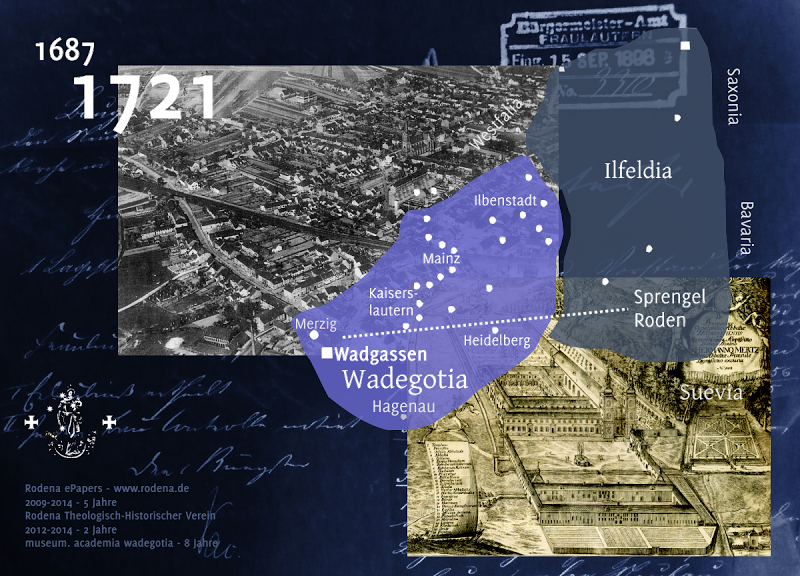
Einzugsgebiet der Abtei und Rodener Sprengel

In den folgenden Jahrhunderten bis zu ihrer Auflösung im Jahre 1792 entwickelte sich die Abtei Wadgassen durch das Wirken der Prämonstratenser-Chorherren, durch Stiftungen und Schenkungen zu einem geistig-kulturellen Zentrum an der mittleren Saar mit großem Streubesitz und einer ausgedehnten Herrschaft. Deren Kernbereich war Wadgassen, das heißt die eigentliche Abtei mit dem Oberhof und dem Spurk, der Meierei Hostenbach mit den Orten Hostenbach, Schaffhausen und dem Dorf Werbeln. Differten war zu Beginn der Französischen Revolution zur Hälfte im Besitz der Abtei, in Friedrichweiler hatte sie lediglich Besitzungen. Auch der heutige Stadtteil Roden der Kreisstadt Saarlouis gehörte für einige Dekaden zur Wadgasser Abtei. Von 1687 bis 1721 übertrug die Benediktinerabtei Tholey ihre verbrieften Rechte am Rodener Sprengel an die Wadgasser Abtei. Die Nichteinhaltung der Absprachen führte zu einer Klage der Abtei Tholey in Trier, die letztlich die alten Besitzrechte wiederherstellte.
Die Tatsache, dass Mitglieder der Familie Bruch als Inhaber der gleichnamigen saarländischen Brauerei G.A. Bruch während drei Generationen Pröpste der Wadgasser Abtei gewesen sind, in der nachweislich seit Anfang des 16. Jahrhunderts bereits Bier gebraut worden war, führte zur Entstehung des Wadgasser Klosterbräu im Jahre 2011. Im Hinblick auf die vergangene Zeit und die nicht mehr vorhandene Originalrezeptur hat dieses Bier eher eine heimatkundliche Marketing-Bedeutung.

### Cristallerie
Im Jahr 1843 wurde von Nicolas Villeroy, Jean-François Boch und Eduard Karcher die Cristallerie Wadgassen gegründet, deren erster Leiter Eugen von Boch wurde. Die Cristallerie dominierte die Wadgasser Industrie bis zur Mitte des 20. Jahrhunderts, was an vielen alltäglichen Details, so auch beim Namen des Karnevalvereins „Glasspatzen“, erkennbar ist. Die V&B Cristallerie war hier jedoch nicht der erste Betrieb zur Glasherstellung. Schon um 1680 gab es in Wadgassen-Werbeln eine kleine Glasmanufaktur der Abtei. Die letzte Glasproduktion fand im Jahr 1986 statt. Eine Umnutzung der Fläche der alten Lagerräume und der Brennöfen des Hauptgebäudes erfolgte in den 1990ern durch das Sommertheater. So wurden dort die New York Story (1996), die Herzbstzeitlosen (1997), das Cabaret (1998), Der Mann von La Mancha (1999) aufgeführt. Aus Kostengründen wurde das Sommertheater 2000 eingestellt.

### Großgemeinde/Gemeinde
Am 1. Januar 1974 wurden die dem Amt Wadgassen angehörigen Gemeinden Differten, Hostenbach, Schaffhausen und Werbeln im Zuge der Gebiets- und Verwaltungsreform im Saarland an die Gemeinde Wadgassen angegliedert, wodurch die Großgemeinde Wadgassen entstand. In Veröffentlichungen ist die (Selbst-)Bezeichnung Gemeinde Wadgassen häufig zu finden. Bis zur Einführung des einheitlichen fünfstelligen Postleitzahlensystems 1993 lautete die PLZ 6633, danach 66787.

### Rekommunalisierung
Seit Ende der 1990er und verstärkt ab 2000 bemüht sich die Gemeinde um die Rekommunalisierung unterschiedlicher Bereiche der Ent- und Versorgung. Sie realisiert dies durch die an die Gemeinde gekoppelten Bäderbetrieb Wadgassen GmbH und den Entsorgungsbetrieb. Die Bäderbetrieb Wadgassen GmbH hat als Tochterbetrieb die Gemeindewerke Wadgassen GmbH und diese wiederum die GemeindeStrom Wadgassen GmbH etabliert. Der Bäderbetrieb Wadgassen GmbH obliegt die Verwaltung des Hallenbades und der Sauna in Differten sowie des Freibades in Wadgassen (Ort). Die Gemeindewerke Wadgassen GmbH tritt im Bereich Wasserversorgung als Betreiberin und im Vertrieb auf, im Bereich Abwasser nur als faktorierendes Organ, im Bereich Strom als Netzbetreiberin und im Bereich als Gasnetz als Verpächterin. Der GemeindeStrom Wadgassen GmbH obliegt rein der Vertrieb des Stromes.
Hoheitliche Aufgabenbereiche wie Abwasser- und Müllentsorgung sind im Entsorgungsbetrieb zusammengefasst. Nach dem EVS-Ausstieg bietet die Gemeinde auch die Müllabfuhr selbst an und unterhält einen eigenen, noch provisorischen Wertstoffhof in der Bahnhofstraße in Wadgassen (Ort).

## Politik

### Gemeinderat
Die Gemeinderatswahlen vom 9. Juni 2024 führten zu folgender Verteilung der 33 Sitze im Gemeinderat:
- SPD: 12 Sitze (−4)
- CDU: 9 Sitze (±0)
- GRÜNE: 1 Sitz (−2)
- FDP: 1 Sitz (−1)
- LINKE: 0 Sitze (−2)
- Wir Wadgassen: 10 Sitze (+10)
- FWG Wadgassen 0 Sitze (−1)

### Bürgermeister
| Amtszeit         | Name                                                            |
| ---------------- | --------------------------------------------------------------- |
| 1946–1956        | Reinhold Hanke, CVP                                             |
| 1956–1960        | Emil Lorscheider, CDU                                           |
| 1960–1968        | Johann Münchow, SPD                                             |
| 1968–1974        | Alois Trouvain, CDU                                             |
| 1974–1988        | Friedrich Mouty, CDU                                            |
| 1988–2014        | Harald Braun, SPD                                               |
| seit 1. Mai 2014 | Sebastian Greiber, Einzelbewerber (bei der Wahl FDP, jetzt SPD) |

### Wappen der Gemeinde
Das Wappen wurde am 15. Juli 1976 durch das Saarländische Innenministerium genehmigt.
Blasonierung: „Über einer erniedrigten, geschweiften blauen Spitze, darin eine goldene heraldische Lilie, gespalten von Gold und Rot, vorne ein halber, rotbewehrter schwarzer Adler am Spalt, hinten ein durchgehendes goldenes Kreuz.“
Die Farben der Gemeinde sind Rot – Gelb.
Die Bedeutung von Königshof und Abtei für die Entstehung und Entwicklung der Gemeinde Wadgassen wird in dem neuen Gemeindewappen durch die Aufnahme des königlichen Adlers und des Kreuzes als gemeinsame und für alle Ortsteile gültige Symbole dokumentiert. Die Lilie symbolisiert die Zeit der lothringischen sowie französischen Landeshoheit und die Farben Blau - Gold waren zugleich Farben des französischen Königshauses. Der Adler als Wappenschild der deutschen Könige erscheint erstmals im zwölften Jahrhundert gegen Ende der Regierungszeit Friedrich I. Barbarossa. Als Herrschersymbol auf königlichen Insignien oder königlicher Gewandung ist er schon älter. Im königlichen Siegel erscheint er auch bei den Königen und Kaisern aus dem salischen Hause, unter deren Herrschaft im Jahre 1080 der Königshof Wadgassen als Schenkung an die Grafen im Saargau kam. Durch die Darstellungsart der gemeinen Figur und die Strukturreform 1974 kann der Adler als Symbol für die Bundesrepublik Deutschland verstanden werden.

### Wappen des Ortsteils
Der Ort Wadgassen hat ein gänzlich anderes Wappen als die gleichnamige Gemeinde:
| Wappen des Ortes Wadgassen | Blasonierung: „In Rot unter zwei schräggekreuzten verkürzten silbernen Abtstäben ein silberner Glasschmelzofen mit drei goldenen Feuerungsöffnungen, aus denen goldene Flammen schlagen.“ |
| Wappen des Ortes Wadgassen | Wappenbegründung: Die Abtstäbe versinnbildlichen die den Ort prägende Gründung und das Bestehen der Prämonstratenserabtei Wadgassen vom 11. bis zum Ende des 18. Jahrhunderts. Die ab 1842 auf dem Gelände der Abtei betriebene Kristallfabrik von Villeroy & Boch und ihr wirtschaftlicher Einfluss auf die Gemeinde wird durch den Glasschmelzofen dargestellt. |

Das Wappen wurde am 25. Juli 1968 durch das Saarländische Innenministerium genehmigt.
Die Farben des Ortsteils sind Rot – Weiß.

### Partnerschaften
- Arques, Frankreich seit 1979

## Wirtschaft und Verkehr
- Maschinenbau FLSmidth Wadgassen GmbH. 2007 erfolgte der Aufkauf der Firma Koch GmbH und die Umbenennung in FLSmidth Koch GmbH. Diese fusionierte 2010 mit der FLSmidth MVT GmbH zur FLSmidth Wadgassen GmbH. Das im April 2010 vorgestellte Konzeptpapier sowie die Maßnahmen der letzten Jahre sehen vor, die FLSmidth Wadgassen GmbH zu einem reinen Technologiezentrum für Fördertechnik umzubauen[18].
- Lifestyle Outlets myland Cristallerie Wadgassen, Kurzformen „myland / Cristallerie Wadgassen“ sowie „myland“, eröffnete am 4. Oktober 2012[19], auf dem Gelände der alten Cristallerie. In „myland“ wurde im Oktober 2012 das Factory-Outlet-Center von Villeroy & Boch (V&B) integriert.

- Der ehemalige Bahnhof Wadgassen liegt an der Bahnstrecke Völklingen–Thionville sowie am ehemaligen Abzweig zur Saarstrecke.

## Kultur und Sehenswürdigkeiten

### Museen
- Deutsches Zeitungsmuseum (DZM) im ehemaligen Abteihof, dem ursprünglichen Guts- und Wirtschaftshof des Prämonstratenserklosters in Wadgassen. Anschrift: Am Abteihof 1, 66787 Wadgassen (Dorf).
- museum. academia wadegotia – Wadgasser Historie und lebendige Gemeindegeschichte; Aussteller in Wadgassen (Dorf). Anschrift: Treppenstraße 13, csw Neubau. Private Trägerschaft in Form eines Institutsmuseums.

### Ehemalige Museen
Die lange Jahre auf dem Gelände der ehemaligen Cristallerie Wadgassen befindlichen Museen wurden im Zuge der Projektierung des Outlet-Zentrums geschlossen: Das Saarländische Zweiradmuseum am 30. September 2007 und das Glashütten-Museum, als Teil des von Villeroy & Boch unterhaltenen Erlebniszentrums Wadgassen, am 30. September 2010.

### Bauwerke

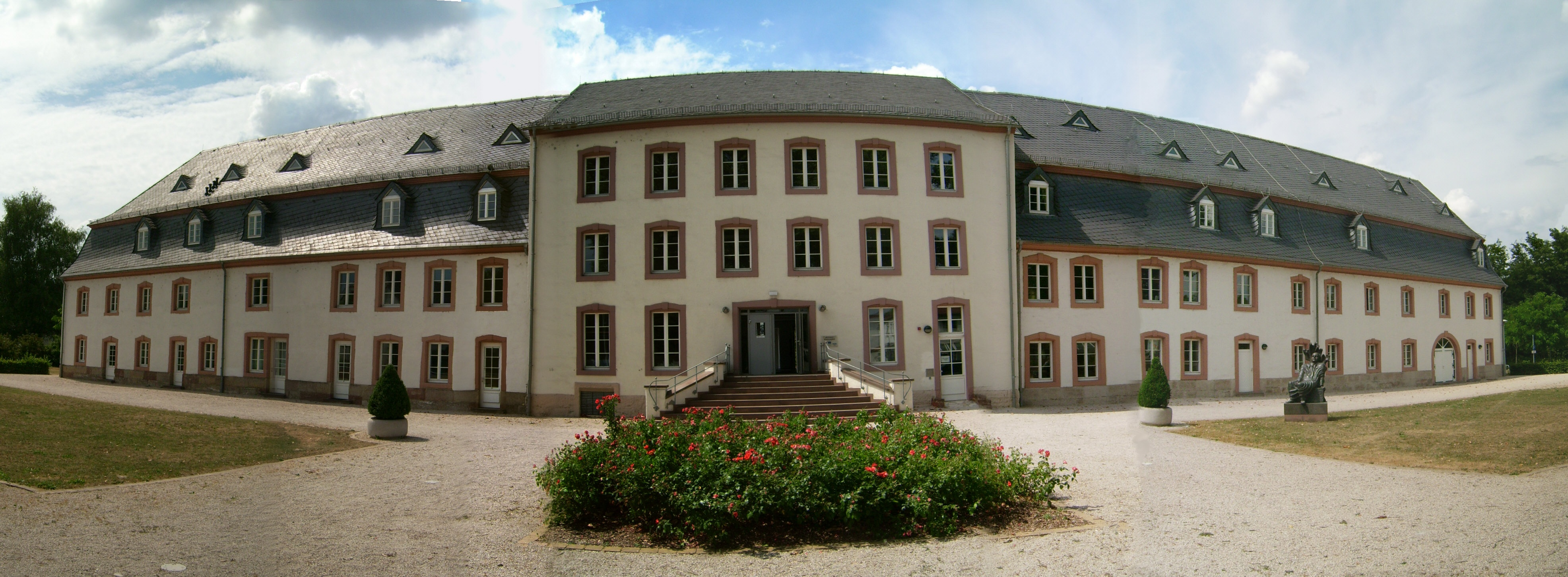
Teil der ehemaligen Abtei: Deutsches Zeitungsmuseum

Von dem ehemaligen Prämonstratenserkloster sind einige wenige Gebäude(teile) erhalten geblieben. So befindet sich im ehemaligen Guts- und Wirtschaftshof heute das Deutsche Zeitungsmuseum der Stiftung Saarländischer Kulturbesitz, in der Saarstraße findet man zwei ehemalige Gesindehäuser und auf dem Gelände des „myland / Cristallerie Wadgassen“ kann man verschiedene Mauerreste und Gebäude finden. Dort befinden sich neben dem Spätbarocken Hospitalbau sowie einem erhalten gebliebenen Teil des Torhauses auch Reste der barocken Gartenmauer des Kräutergartens der Abtei. Im Ort findet man das renovierte Spurker Haus, den ehemaligen Gasthof, Ziegelei und Richtstätte des Hochgerichtes Wadgassen. An diesem, schon im 13. Jahrhundert erwähnten, langgestreckten zweigeschossigen Bau kann man die unterschiedlichen Bauphasen noch immer gut erkennen. So die aus dem 16. Jahrhundert stammende Galerie als Zugang zum Obergeschoss und die barocken Fenster aus dem 18. Jahrhundert. Weitere Relikte der Abtei sind die historischen Grenzsteine aus dem 18. Jahrhundert.

## Bildung

### Kindertageseinrichtungen
- Kita Regenbogen Differten
- Kita Waldwichtel Friedrichweiler
- Kita Abenteuerinsel Hostenbach
- Kita Sonnenschein Schaffhausen
- Kath. Kindertageseinrichtung Maria Heimsuchung[20]

### Grundschulen
- Grundschule im Bisttal Differten
- Grundschule Hostenbach-Schaffhausen[21]

### Gemeinschaftsschule
- Bisttalschule Wadgassen/Bous[21]

## Galerie

Wadgassen
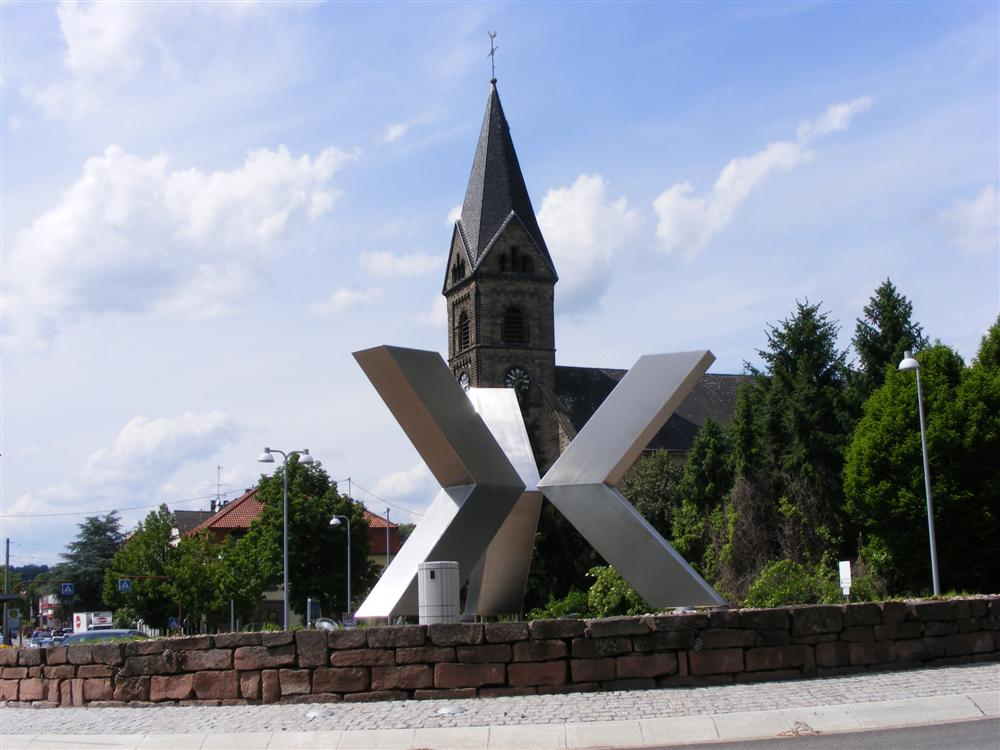
Plastik von Harald Thoma am Verkehrskreisel in der Nähe der Pfarrkirche
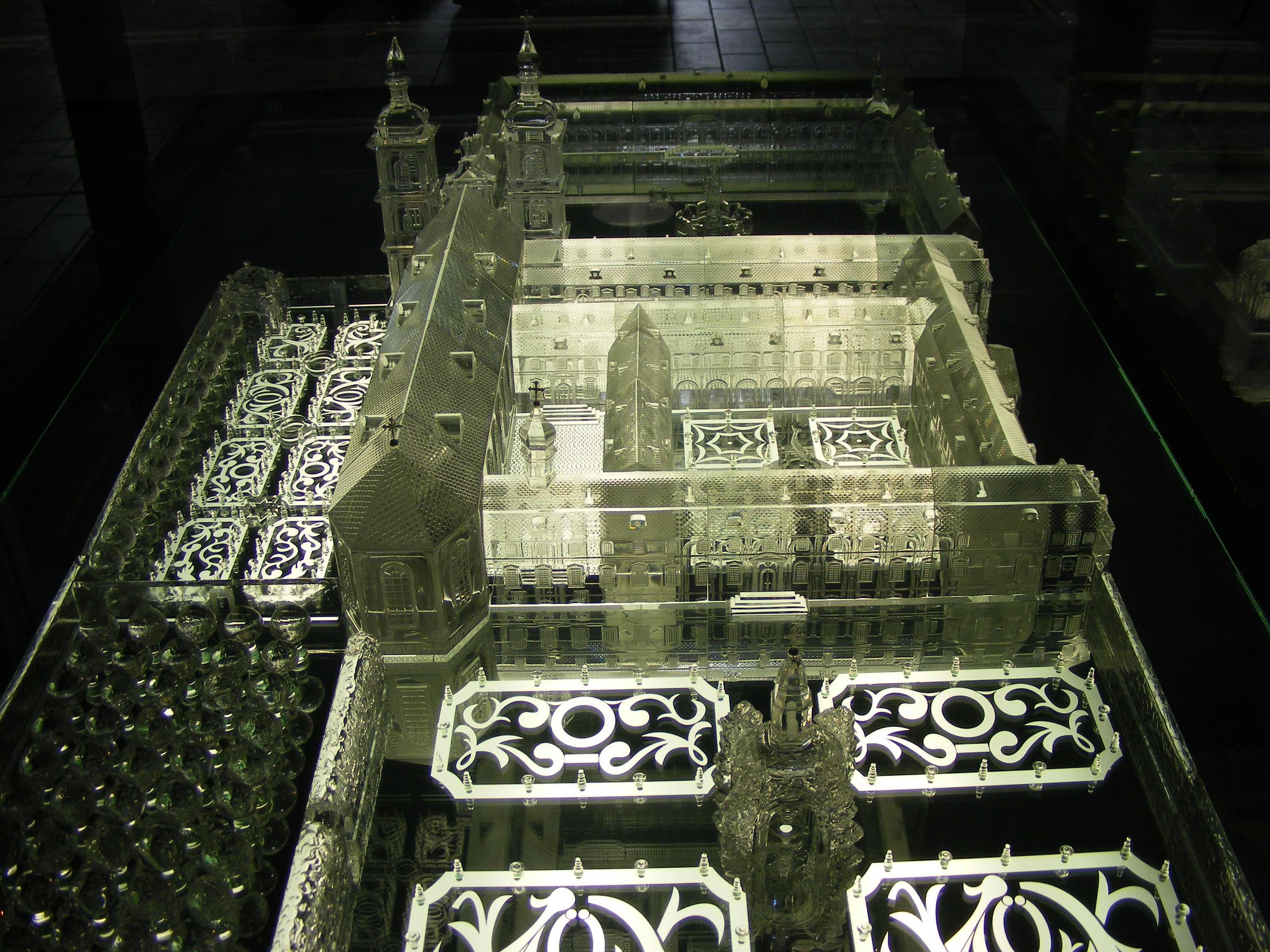
Gläsernes Modell der Wadgasser Abtei in der Pfarrkirche
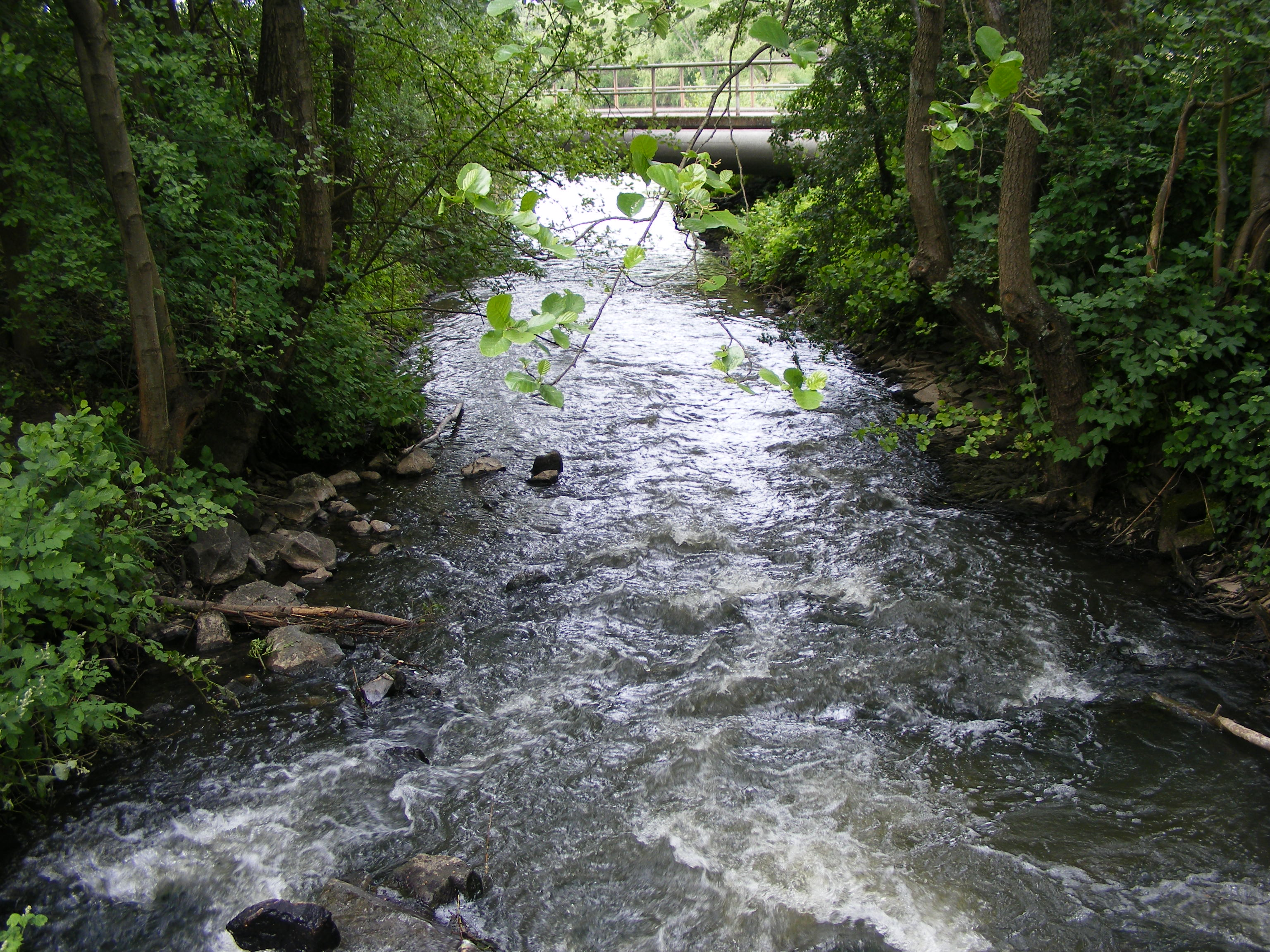
Die Bist bei Wadgassen kurz vor ihrer Mündung in die Saar
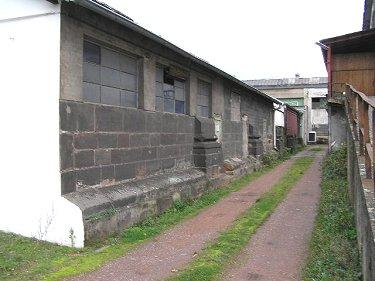
Reste des Seitenschiffes der ehemaligen Prämonstratenserabteikirche
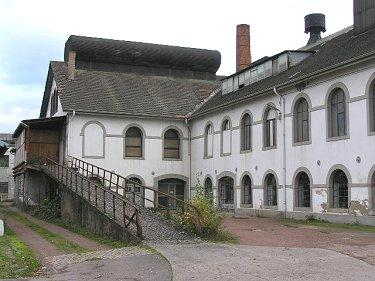
Gebäude der ehemaligen Kristallfabrik im Gelände der Abtei
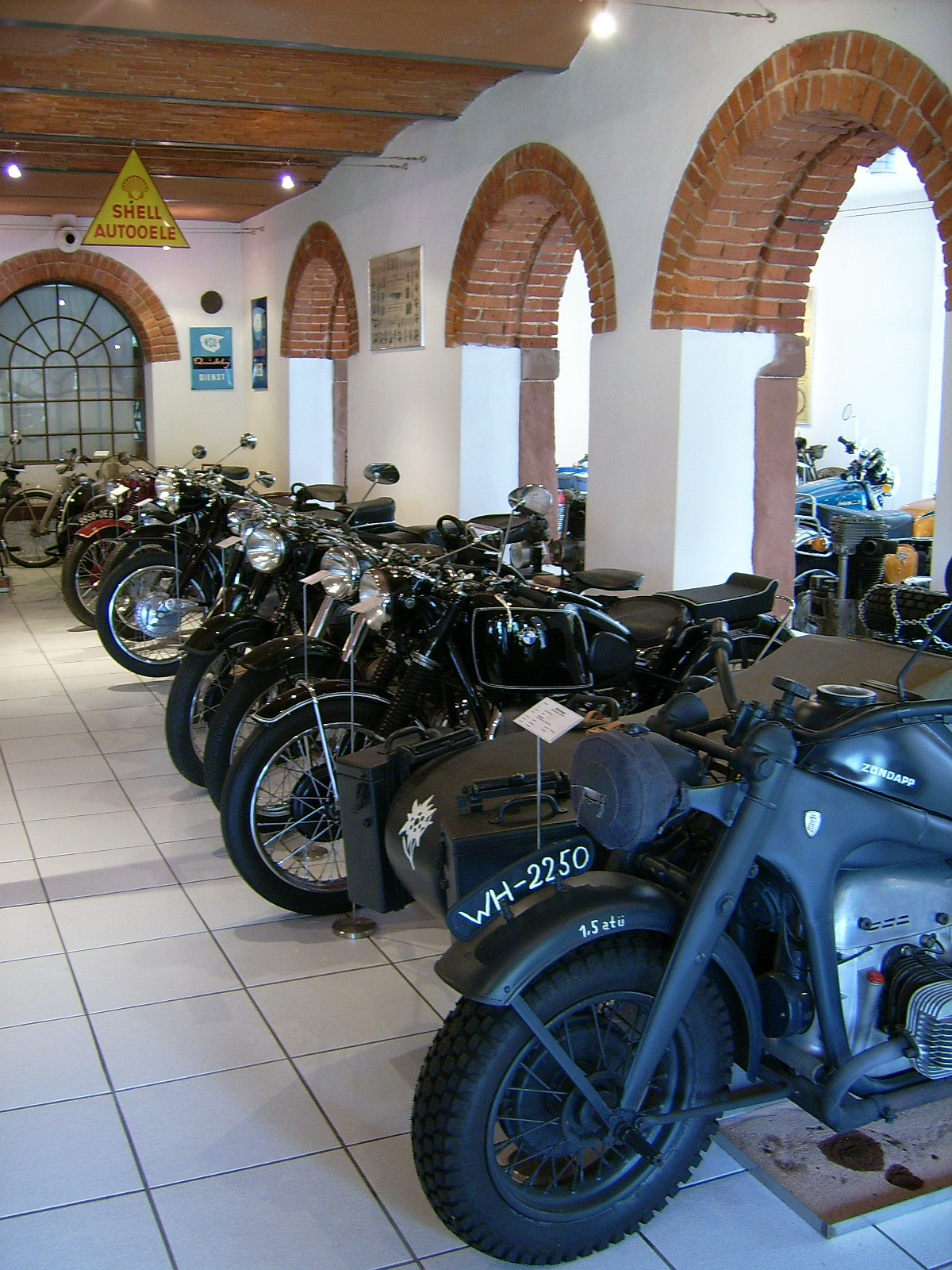
Ehemaliges Zweiradmuseum auf dem Gelände der Cristallerie

## Freizeitmöglichkeiten
Die sechs Gemeindebezirke verfügen über eine reiche Ausstattung an Sport-, Naherholungs-, Kultur- und Freizeiteinrichtungen. In Differten findet man das Hallenbad, einen Fischweiher und den Wildpark in dem mit Waldwanderwegen ausgestatteten Naherholungsgebiet. Von hier aus gelangt man auch in das Naturschutzgebiet „Eulenmühle“, das sich auf einer Fläche von 56 Hektar bis nach Überherrn ausdehnt. Am Ortseingang von Wadgassen ist das mit 5 Hektar Gesamtfläche größte Naturwasser-Parkbad des Saarlandes gelegen. In Hostenbach befinden sich die, als Naturbiotop und Naherholungsgebiet ausgebauten, Saaraue.

## Persönlichkeiten

### Ehrenbürger
- Emilie Koch (1922–2020), Unternehmerin[22][23]

### Söhne und Töchter der Gemeinde
- Peter Kiefer (1884–1945), christl. Gewerkschafter, Propagandaleiter Deutsche Front, Zentrums-Politiker, NSDAP, Reichstagsabgeordneter
- Peter Lorson (1897–1954), katholischer Theologe, Jesuit, Schriftsteller
- Nikolaus Gothier (1900–1945), politischer Leiter KPD Wadgassen, 2 Jahre Zuchthaus, KZ Dachau und Buchenwald, von der SS erschossen
- Johannes Kirschweng (1900–1951), Priester und Schriftsteller. Ein Denkmal befindet sich vor dem Deutschen Zeitungsmuseum
- Aloys Christ (1910–1998), römisch-katholischer Geistlicher und Provinzial der Kölner Ordensprovinz der Redemptoristen
- Aloys Hewener (1911–?), kath. Jungscharführer, Widerstand gegen das NS-System, war im KZ Esterwegen, hat saarländischen Verdienstorden
- Siegfried Schwarz (1925–1993), einer der Differter Juden, floh nach Frankreich, schloss sich der Résistance an, starb in Agen.
- Werner Zimmer (1936–2015), deutscher Hörfunk- und Fernsehmoderator
- Peter Burg (* 1941), Historiker
- Volker Panzer (1947–2020), deutscher Journalist
- Monika Kneip (* 1952), Tischtennisspielerin
- Werner Zaske (* 1961), deutscher Leichtathlet
- Ursula Hertewich (* 1975), Apothekerin und Dominikanerin
- Benjamin Buss (* 1977), Musiker und Songwriter
- Timo Ahr (* 1993), Politiker (SPD)
- Lars Gindorf (* 2001), Fußballspieler

### Persönlichkeiten, die mit der Gemeinde verbunden sind
- Christian Hermann Wienenbrügge (1813–1851), katholischer Pfarrer, Religionslehrer und Dichter